# Saint-Jean-devant-Possesse
Saint-Jean-devant-Possesse é uma comuna francesa na região administrativa do Grande Leste, no departamento de Marne. Estende-se por uma área de 5.33 km², e possui 32 habitantes, segundo o censo de 2018, com uma densidade de 6.0 hab/km².